# カルロ・アルフレッド・ピアッティ
カルロ・アルフレッド・ピアッティ（伊: Carlo Alfredo Piatti, 1822年1月8日 - 1901年7月18日）は、イタリアのチェリスト、教育者。

## 生涯
ピアッティはベルガモのボルゴ・カナーレ（Borgo Canale）で生まれた。ヴァイオリニストの息子として生まれた彼は、最初はヴァイオリンの勉強から始めて後にチェロへと転向し、優れたチェリストであった大叔父のガエターノ・ザネッティの指導を受けた。2年間修業を積んだ後、劇場管弦楽団に入団して3か月演奏するが、給料の10シリングのうち半分は祖父の取り分だった。
ザネッティの死後、ピアッティはミラノの音楽院においてヴィンチェンツォ・メリーギの薫陶を受けた。その後、15歳で演奏会デビューを果たし、16歳で演奏旅行を開始する。技術は確かだったものの、彼は多くの客を集めることが出来なかった。その結果、ある契約の途中で病に倒れた際、彼は薬代を捻出するためにチェロを売却せざるを得なくなってしまう。自らのリサイタルにゲスト奏者として彼を招いたフランツ・リストは、借り物のチェロで行われたこの少年の演奏に衝撃を受け、彼に上等な新品の楽器を贈っている。ピアッティは当時有数のチェリストへの道を歩み続け、作曲した楽曲並びにそれらを演奏する感情に流されない質実剛健な演奏スタイルで人気を博した。
1838年からヨーロッパ中を演奏旅行で訪れたピアッティは、あらゆる主要都市で極めて大きな成功を収めた。1844年にはフィルハーモニック・コンサートの場でロンドンの聴取の前に姿を現している。1852年にはウィリアム・スタンデール・ベネットの『チェロとピアノのための二重奏曲』 Op.32の献呈を受け、これを初演した。朝に曲を渡されたピアッティは列車の中で読み込み、同日夕方には暗譜で演奏したという。アーサー・サリヴァンからも『チェロ協奏曲』を1866年に献呈され、初演している。
1859年、ポピュラー・コンサートの創設にあたってピアッティは仕事を引き受け、以降39シーズンにわたってこの仕事とこの上なく緊密な付き合いを続けることになる。1897年に退くまで、これらの各演奏会シリーズの後半で室内楽演奏会の第1チェロ奏者を務めた。ピアッティが愛奏していたストラディバリウスは現在彼にちなんで「ピアッティ」と名付けられており、メキシコのチェリストであるカルロス・プリエトが所有している。ピアッティはベルガモから約5キロメートル離れたモッツォで没した。
ピアッティはチェロ協奏曲を2曲、チェロ小協奏曲を1曲、チェロソナタを6曲、チェロ伴奏の歌曲、チェロ独奏曲、チェロの教則本を1冊書いている。
門下生としてはロベルト・ハウスマンをはじめとして数多くの人物が挙げられる。

## 主要作品
| - 『ジョヴァンニ・パチーニのニオベの主題によるカプリッチョ』 Op.22 （アリア、カヴァティーナ「I tuoi frequenti palpiti」に基づく） - 『12のカプリース』 Op.25 - 『Air Baskyrs』 Op.8 - 『海辺にて、セレナーデ、アヴェ・マリア』 （シューベルトの歌曲の編曲） - 『Canto di primavera』 - 『カンツォネッタ』 - 『ムーア人の踊り Danza moresca』 - 『Elegia per la morte di Cavour』 - 『Entreaty / Supplication / Bitte』 - 『Follia su un’aria di Geminiani』 - 『Gagliarda』 - 『Impromptu sopra un’aria di Purcell nella “Regina indiana』 - 『ドニゼッティのランメルモールのルチアの主題に基づく序奏と変奏曲』 Op.2 - 『Introduzione e Allegro alla Spagnuola』 - 『La Bergamasca』 Op.14 - 『Gita in gondola / La Danza』 - 『Les Fiancés』 Op.7 - 『Mazurka Sentimentale』 Op.6 - 『Notturno』 Op.20 - 『Ossian's song, Ballad』 - 『Passetemps Sentimental』 Op.4 - 『Pioggia d'Aprile』 | - 『Sérénade Italienne』 Op.17 - 『シチリアーナ』 Op.19 - 『夢遊病の娘の想い出』 Op.5 - 『タランテラ』 Op.23 - 『主題と変奏』 - 『The race – La corsa』 - 『ヴェルディの「トロヴァトーレ」の回想』 Op.20 - 『Air Baskyrs』 Op.8 - 『Entreaty / Supplication / Bitte』 - 『2つのチェロと管弦楽のためのセレナータ』 - 『主題と変奏』 - 『アントン・ルビンシテインの死に寄せる哀歌』 - 『2つのチェロと管弦楽のためのセレナータ』 - 『2つのチェロとピアノのためのセレナータ』 - 『ln Vacanza』 （休日に） （1891年） - ブラームス: 『21のハンガリー舞曲』 （1881年） - ロカテッリ: 『ソナタ ニ長調』 - ハイドン: 『ソナタ ハ長調』 |